# Giovanni Battista Ciughi
Giovanni Battista Ciughi (Prato, 20 agosto 1737 – Prato, 5 ottobre 1806) è stato un religioso e storico italiano.

## Biografia
Nacque a Prato il 20 agosto 1737 dal notaio Bartolomeo e da Teresa di Simone Chiarugi, nella soppressa parrocchia di San Vincenzo martire, in una famiglia attestata a Prato dalla prima metà del XVI secolo.
Fu convittore del collegio Cicognini, all’epoca diretto dai padri gesuiti, dal 1749 al 1757, e completò la sua formazione studiando morale con Antonio Ulivi, canto con Pier Vincenzo Pittei e dogmatica con Santi da Fognano.
Vestito l’abito di chierico a soli 15 anni, nel 1758 venne nominato dal vescovo Federigo Alamanni cappellano della Cattedrale di Prato e nel 1766 venne eletto canonico della stessa Cattedrale.
Il 16 febbraio 1771 entrò a far parte dell’Accademia degli Infecondi, per la quale compose alcuni poemi latini e intraprese ricerche storico letterarie sui personaggi illustri pratesi, mai pubblicate, che furono utilizzate anche dal canonico fiorentino Domenico Moreni nella sua Bibliografia storico-ragionata della Toscana.
Lo stesso Cesare Guasti consultò l’opera del Ciughi sia per le Vite degli uomini illustri di Prato che per la Biografia pratese.
Morì a Prato il 5 ottobre 1806 e venne seppellito nel chiostro della Chiesa di San Domenico, accanto al padre.
I suoi scritti vennero lasciati in eredità al canonico Luigi Sacchi e da questi passarono a Cesare Guasti che provvide a depositarli presso la Biblioteca Roncioniana di Prato dove tutt'oggi si conserva il Fondo Ciughi costituito da 3 unità. Risulta originariamente compresa nell’archivio Ciughi l’unità 125 [Q-III-23] ora facente parte del Fondo Martini Michelangelo, nella Biblioteca Roncioniana.